# Третья кольцевая автодорога Пекина
Третья кольцевая автодорога Пекина (кит. упр. 三环路, пиньинь Sān Huán Lù) — 48-километровая кольцевая дорога, окружающая центр Пекина. Одна из кольцевых автодорог Пекина. Расположена в 5 км от центра города и в 2,5 км от Второй кольцевой автодороги.
Когда в 1949 году Пекин стал столицей КНР, то существовали лишь северный, восточный и южный участки нынешней 3-й кольцевой автодороги. Строительство западного сегмента (и, тем самым, образование кольцевой автодороги) было завершено в 1994 году. На ней имеется 52 путепровода, включая Саньюаньцяо, благодаря которому она соединяется со скоростной дорогой «Аэропорт». Ограничение скорости на дороге — 80 километров в час.
На востоке дорога проходит через перегруженный Центральный деловой район Пекина, на юго-востоке благодаря развязке Фэньчжунсы связывается со скоростной дорогой Пекин — Тяньцзинь — Тангу, на юге благодаря развязке Юйцюаньин связывается со скоростной дорогой Пекин — Кайфэн, на юго-западе связывается со скоростной дорогой Пекин — Шицзячжуан, на северо-востоке проходит через район IT-технологий Чжунгуаньцунь, на севере связывается со скоростной дорогой Бадалин и скоростной дорогой Пекин — Чэндэ.
Под восточным сегментом 3-й кольцевой автодороги проходит Линия 10 Пекинского метрополитена.